# Naezdnik iz Kabardy
Naezdnik iz Kabardy (Наездник из Кабарды) è un film del 1939 diretto da Nikolaj Ivanovič Lebedev.